# Ред девет углова
Ред девет углова (енгл. Order of Nine Angles, скраћено ONA или O9A) је сатанистичка окултистичка група са седиштем у Уједињеном Краљевству, као и придруженим група које су смештене у другим деловима света. Тврдећи оснивање током 1960-их, Ред девет углова постао је препознатљив у јавности почетком 1980-их, када је привукао пажњу својом неонацистичком идеологијом и активизмом. Описујући свој приступ као „традиционални сатанизам”, академски истраживачи сматрају да садржи херметичке и неопаганске елементе у својим веровањима.
Заговара духовни пут на коме се од практиканата тражи да разбију друштвене табуе изолацијом од друштва, вршењем злочина, прихватањем политичког екстремизма и насиља, као и приношењем људских жртава. Чланови Реда девет углова практикују магију, верујући да су у стању да то ураде каналисањем енергије у сопствено „узрочно” царство из „акаузалног” где закони физике не важе, а ове магичне акције су осмишљене да им помогну да постигну свој крајњи циљ успостављања Империјума. Појединци крајње деснице под утицајем Реда девет углова починили су више силовања, убиства и терористичка дела, а разни британски политичари и активисти позивају да се он прогласи терористичком групом.
Ред девет углова је активан у Европи, Русији, САД, Канади и Аустралији, са седиштима у Јужној Каролини, Шропширу, Карелији, Црној Гори, Британској Колумбији и Тампереу.